# Mikel San José
Mikel San José Dominguez (ur. 30 maja 1989 w Pampelunie) – hiszpański piłkarz występujący na pozycji obrońcy w angielskim klubie Birmingham City.

## Kariera młodzieżowa
San José rozpoczął swoją karierę w zespołach młodzieżowych Athletic Bilbao. Najpierw występował w drużynie Juvenil B, później zaś Juvenil A. W sezonie 2006/07 w tym ostatnim zespole rozegrał 27 spotkań i zdobył 5 goli.

## Kariera zawodowa

### Liverpool
W sierpniu 2007 roku podpisał trzyletni kontrakt z Liverpoolem i następnie w sezonie 2007/08 i 2008/09 występował z zespole rezerw.

### Powrót do Bilbao
W sierpniu 2009 roku ogłoszono, iż San José zostanie wypożyczony do Athletic Bilbao, którego jest wychowankiem, w celu zdobycia doświadczenia w pierwszym zespole. W klubie tym otrzymał na koszulce numer "12". 17 września 2009 roku zadebiutował w pierwszym zespole w spotkaniu gazy grupowej Ligi Europy przeciwko Austrii Wiedeń. W listopadzie 2009 roku San José wyjawił, że jest sfrustrowany brakiem występów w pierwszym zespole i nie wyklucza skrócenia wypożyczenia. W styczniu 2010 roku miałby powrócić do Liverpoolu lub zostać wypożyczony do innego klubu. Pozostał jednak w Bilbao do końca sezonu. Rozegrał 25 ligowych meczów oraz zdobył jedną bramkę.
20 maja 2010 roku San José definitywnie przeszedł do Athleticu Bilbao.

### Statystyki klubowe
| Sezon   | Klub            | Kraj      | Liga             | Mecze | Bramki | Puchar Kraju | Mecze | Bramki | Rozgrywki Europy                    | Mecze | Bramki |
| ------- | --------------- | --------- | ---------------- | ----- | ------ | ------------ | ----- | ------ | ----------------------------------- | ----- | ------ |
| 2007/08 | Liverpool F.C.  | Anglia    | Premier League   | 0     | 0      | -            | -     | -      | -                                   | -     | -      |
| 2008/09 | Liverpool F.C.  | Anglia    | Premier League   | 0     | 0      | -            | -     | -      | -                                   | -     | -      |
| 2009/10 | Athletic Bilbao | Hiszpania | Primera División | 25    | 1      | -            | -     | -      | Liga Europy                         | 5     | 2      |
| 2010/11 | Athletic Bilbao | Hiszpania | Primera División | 31    | 2      | Puchar Króla | 3     | 0      | -                                   | -     | -      |
| 2011/12 | Athletic Bilbao | Hiszpania | Primera División | 24    | 2      | Puchar Króla | 6     | 1      | Liga Europy UEFA                    | 8     | 0      |
| 2012/13 | Athletic Bilbao | Hiszpania | Primera División | 33    | 5      | Puchar Króla | 2     | 0      | Liga Europy UEFA                    | 4     | 1      |
| 2013/14 | Athletic Bilbao | Hiszpania | Primera División | 25    | 5      | Puchar Króla | 5     | 0      | -                                   | -     | -      |
| 2014/15 | Athletic Bilbao | Hiszpania | Primera División | 28    | 5      | Puchar Króla | 6     | 1      | Liga Mistrzów UEFA Liga Europy UEFA | 7 2   | 2 0    |
| 2015/16 | Athletic Bilbao | Hiszpania | Primera División | 34    | 2      | Puchar Króla | 6     | 0      | Liga Europy UEFA                    | 10    | 1      |
| 2016/17 | Athletic Bilbao | Hiszpania | Primera División | 35    | 4      | Puchar Króla | 3     | 0      | Liga Europy UEFA                    | 6     | 0      |
| 2017/18 | Athletic Bilbao | Hiszpania | Primera División | 26    | 1      | Puchar Króla | 1     | 0      | Liga Europy UEFA                    | 8     | 0      |
| 2018/19 | Athletic Bilbao | Hiszpania | Primera División | 33    | 0      | Puchar Króla | 4     | 1      | -                                   | -     | -      |

Stan na: 19 maja 2019 r.

## Kariera reprezentacyjna
San José był częścią hiszpańskiej drużyny do lat 19, która w lipcu 2007 roku zdobyła mistrzostwo Europy. Następnie regularnie występował w reprezentacji Hiszpanii U-21.

## Sukcesy
Hiszpania U-19
- Mistrzostwa Europy U-19: 2007